# ولاية راخين
ولاية راخين والمعروفة باسمها القديم آراكان، هي أحد ولايات دولة ميانمار. تقع راخين على الساحل الغربي للبلاد وتشرف عاصمتها سيتوي على الجزء الشمالي من الساحل، وتحدها من الشمال ولاية تشين ومنطقتي ماغاوي ومنطقة باغو وبنغلاديش من الشمال الغربي، ومن الشرق منطقة أيياروادي، وخليج البنغال من الغرب. تشكل جبال أراكان حاجزا وفاصلا طبيعيا بين الولاية وباقي مناطق مينمار. وتطل عدة جزر كبيرة على ساحل الولاية أشهرها وأهمها جزيرتي شيدوبا ومينغون، وتشغل الولاية مساحة 36,762 كيلومتر مربع من البلاد.
شهدت ولاية راخين أعمال عنف تجاه الأقلية المسلمة التي تشكل 42.7% من التركيبة السكانية من طرف من وصفوا على أنه متطرفين بوذيين في ظل دعم من طرف الشرطة الميانمارية والتي اعتبرتهم سكان ومهاجرين غير شرعيين.

## المرجع
1. ↑  GeoNames (بالإنجليزية), 2005, QID:Q830106
2. ↑  GeoNames (بالإنجليزية), 2005, QID:Q830106
3. ↑  MusicBrainz (بالإنجليزية), MetaBrainz Foundation, QID:Q14005
4. ↑  ملف بي دي إف: خريطة ولاية راخين نسخة محفوظة 10 يناير 2020 على موقع واي باك مشين. [وصلة مكسورة]
5. ↑  "مسلمو الروهينجا في ميانمار: بلا جنسية ولا يريدهم أحد" (بالإنجليزية البريطانية). 9 Jan 2017. Archived from the original on 2019-03-01. Retrieved 2019-10-22.

## مواقع خارجية
- الموقع الرسمي العربي للأراكانيين حول العالم
- الموقع الرسمي الإنجليزي للأراكانيين حول العالم